# Balvenie
Balvenie je skotská palírna společnosti William Grant & Sons Ltd nacházející se ve městě Dufftown v hrabství Banffshire, jež vyrábí skotskou sladovou whisky.

## Historie
Palírna byla založena v roce 1892 Williamem Grantem a produkuje čistou sladovou whisky. Tato palírna je v majetku rodiny Grantových dodnes. Palírna vznikla přebudováním šlechtického sídla a dnes má 8 destilačních kotlů. Produkuje whisky značky Balvenie, což je 10letá whisky s obsahem alkoholu 40%. Část produkce se používá do míchaných whisky Burnside. Tato whisky má jistou mladost se sladovou příchutí.